# Tabanus semirufus
Tabanus semirufus är en tvåvingeart som beskrevs av Szilady 1926. Tabanus semirufus ingår i släktet Tabanus och familjen bromsar. Inga underarter finns listade i Catalogue of Life.